# Celestino Sfondrati
Celestino Cardeal Sfondrati OSB (Milão, 10 de janeiro de 1644 – Roma, 4 de setembro de 1696) foi teólogo beneditino italiano, príncipe-abade de São Galo e cardeal da Igreja Católica Romana.

## Biografia
Nasceu Valentino Sfondrati em Milão, numa família nobre, filho de Paola Camilla Marliana e do marquês Valeriano Sfondrati, comissário-geral do exército espanhol. Pelo lado paterno, era sobrinho-neto do Papa Gregório XIV e do cardeal Francesco Sfondrati e sobrinho do cardeal Paolo Emilio Sfondrati.
Aos doze anos de idade, ele foi colocado na escola de Rorschach, no Bodensee, que era dirigida pelos beneditinos de São Galo, e, em 26 de abril de 1660, ele tomou o hábito beneditino em São Galo e mudou seu nome para Celestino. Aos vinte e dois anos de idade, ele já ensinava filosofia e teologia em Kempten e, após sua ascensão ao sacerdócio (26 de abril de 1668), tornou-se professor e mestre de noviços em seu mosteiro.
De 1679 a 1682, ele lecionou direito canônico na Universidade Beneditina de Salzburgo. Em 1682, ele retornou a São Galo para tomar conta de uma pequena igreja rural perto de Rorschach por um curto período de tempo, após o que o abade Galo o nomeou seu vigário-geral.
Em 1686, o Papa Inocêncio XI fê-o bispo de Novara, uma dignidade que ele aceitou apenas com relutância.  Ele foi, no entanto, impedido de tomar posse de sua diocese ao ser eleito príncipe-abade de São Galo em 17 de abril de 1687.
Sua aprendizagem e piedade, assim como suas obras literárias em defesa da autoridade papal contra os princípios do Galicanismo, induziram o Papa Inocêncio XII a criá-lo cardeal-presbítero em 12 de dezembro de 1695, com a igreja titular de Santa Cecília em Trastevere. No entanto, ele mal chegou a Roma quando sua saúde começou a falhar. Ele morreu em Roma, nove meses depois de receber a púrpura e foi enterrado em sua igreja titular.

## Obra
Suas principais obras são:
- "Cursus theologicus in gratiam et utilitatem Fratrum Religiosorum" (10 vols., St. Gall, 1670), publicado anonimamente;
- "Disputatio juridica lege in praesumptione fundata" (Salzburgo, 1681; 2 ª ed., Salem, 1718), um tratado moral contra o probabilismo ;
- "Regaleço sacerdotium Romano Pontifici assertum" (São Galo, 1684; 1693; 1749), publicado sob o pseudônimo de Eugênio Lombardus, uma defesa da autoridade papal e privilégios contra os quatro artigos da Declaração do clero francês (1682);
- "Cursus philosophicus monasterii S. Galli" (3 vols., S. Galo, 1686; 1695);
- "Gallia vindicata" (2 vols., St. Gall, 1688; 2ª ed., 1702), outro tratado contra o Gallicanismo, em particular contra Maimbourg ;
- "Legatio Marchionis Lavardini ejusque cum Innocentio XI dissidium" (1688), um pequeno tratado sobre o direito de asilo (les franchises) dos embaixadores franceses em Roma;
- "Nepensism theologice expensus" (S. Galo, 1692);
- "Innocentia vindicata" (St. Gall, 1695; Graz, 1708), uma tentativa de provar que Tomás de Aquino sustentava a doutrina da Imaculada Conceição ;
- "Nodus praedestinationis ex sac. Litteris doctrinaque SS.  Augustini e Thomae, quantum homini licet, dissolutus "(Roma, 1697; Colônia, 1705), uma obra póstuma contra os jansenistas, na qual o autor expõe a questão da graça e da predestinação no sentido de Molina e dos jesuítas.  Invocou numerosas réplicas, mas também encontrou muitos defensores (ver Dunand em "Revue du Cléré Français", III (Paris, 1895), 316-26).